# 栃木県幼稚園一覧
栃木県幼稚園一覧（とちぎけんようちえんいちらん）は、栃木県の幼稚園の一覧。

## 国立幼稚園
- 宇都宮大学共同教育学部附属幼稚園

## 公立幼稚園

### 栃木市
- 栃木市認定西方なかよし子ども園(幼稚園・保育園融合施設)

### 日光市
- 日光市立足尾幼稚園

### 大田原市
- 大田原市立岩舟台幼稚園

### 那須塩原市
- 那須塩原市立塩原幼稚園

### 那須烏山市
- 那須烏山市立烏山幼稚園
- 那須烏山市立つくし幼稚園

### 塩谷郡
- 塩谷町立塩谷幼稚園

### 那須郡
- 那珂川町立ひばり幼稚園
- 那珂川町立小川幼稚園

## 私立幼稚園

### 宇都宮市
- 愛隣幼稚園
- 清愛幼稚園
- 松が峰幼稚園
- さくら幼稚園
- マリア幼稚園
- 作新学院幼稚園
- みどり幼稚園
- さくらんぼ幼稚園
- 伊東文化幼稚園
- みふみ幼稚園
- ミネ幼稚園
- 石川幼稚園
- めぐみ幼稚園
- 静和幼稚園
- 恵光幼稚園
- みゆき幼稚園
- あつみ幼稚園
- 鬼怒川台幼稚園
- さくらが丘幼稚園
- まこと幼稚園
- 山王幼稚園
- しらゆり幼稚園
- 聖幼稚園
- 平出幼稚園
- 中鶴田幼稚園
- さかえ幼稚園
- すずめ幼稚園
- 平出むつみ幼稚園
- 駒生幼稚園
- 八幡台幼稚園
- あおば幼稚園
- 太陽幼稚園
- 聖末広幼稚園
- 陽南幼稚園
- 陽の丘幼稚園
- 能満寺幼稚園
- 柿の木幼稚園
- みずほ幼稚園
- しもつけ幼稚園
- 陽南第二幼稚園
- 報徳会幼稚園
- 城山幼稚園
- さつき幼稚園
- 双葉幼稚園

### 足利市
- 足利幼稚園
- 足利みどり幼稚園
- 足利くるみ幼稚園
- 足利短期大学附属幼稚園
- 足利ひかり学園幼稚園
- 旭幼稚園
- 足利いずみ幼稚園
- 足利めぐみ幼稚園
- 足利こばと幼稚園
- 足利しらゆり幼稚園
- 足利さくら幼稚園
- 東光寺幼稚園
- 花園幼稚園
- 山辺幼稚園
- 矢場川幼稚園
- 友愛幼稚園

### 栃木市
- あさひ幼稚園
- アルス幼稚園
- アルス南幼稚園
- おおみや幼稚園
- 國學院大學栃木二杉幼稚園
- 栃木幼稚園
- 栃木みどり幼稚園
- 平川幼稚園
- 吹上幼稚園
- 若葉幼稚園
- 都賀幼稚園
- おおひらふじ幼稚園
- 大平みなみ幼稚園
- バンビ幼稚園
- ふじおか幼稚園

### 佐野市
- 育成館幼稚園
- 愛育幼稚園
- 犬伏幼稚園
- 洗心幼稚園
- 佐野みのり幼稚園
- 呑竜幼稚園
- 佐野たちばな幼稚園
- あかみ幼稚園
- 旗川幼稚園
- 明星幼稚園
- 葛生幼稚園
- こばと幼稚園

### 鹿沼市
- 鹿沼幼稚園
- 鹿沼聖母幼稚園
- 鹿沼ひかり幼稚園
- いずみ幼稚園
- 仁神堂幼稚園
- 晃望台幼稚園
- 鹿沼みどり幼稚園
- 清滝寺幼稚園

### 日光市
- 日光二荒山神社附属ふたら幼稚園
- 清滝幼稚園
- 輪王寺附属日光幼稚園
- 聖アントニオ幼稚園
- 聖ヨゼフ幼稚園
- 今市幼稚園
- 今市中央幼稚園
- 長畑幼稚園
- きぬ川幼稚園

### 小山市
- あおぞら幼稚園
- 安房神社幼稚園
- 梅ヶ原幼稚園
- 大谷幼稚園
- 乙女幼稚園
- 小山幼稚園
- 小山西幼稚園
- 栗の実幼稚園
- 楠エンゼル幼稚園
- 興徳幼稚園
- ことぶき幼稚園
- 早蕨幼稚園
- 清芳幼稚園
- 静林幼稚園
- つぼみ幼稚園
- 生井ゆりかご幼稚園
- のぶしま幼稚園
- 白鷗大学はくおう幼稚園
- 羽川幼稚園
- ひまわり幼稚園
- 間々田幼稚園
- みのり幼稚園

### 真岡市
- 高ノ台幼稚園
- 真岡杉の子幼稚園
- 真岡ひかり幼稚園
- 真岡さくら幼稚園
- 菅野第二幼稚園
- 萌丘幼稚園
- 牧が丘幼稚園
- 高ノ台第二幼稚園
- 真岡ふたば幼稚園
- にしだ幼稚園
- 萌丘東幼稚園

### 大田原市
- ふたば幼稚園
- 聖家幼稚園
- ひかり幼稚園
- 野崎幼稚園
- かせい幼稚園
- なでしこ幼稚園
- 黒羽幼稚園
- 明星館幼稚園

### 矢板市
- かしわ幼稚園
- 矢板幼稚園
- お寺の付属幼稚園
- あおい幼稚園
- 片岡さゆり幼稚園
- すみれ幼稚園

### 那須塩原市
- 黒磯幼稚園
- 虹ケ丘幼稚園
- あけぼの幼稚園
- マロニエ幼稚園
- 黒磯いずみ幼稚園
- すぎのこ幼稚園
- 西那須野幼稚園
- すぎのこ三島幼稚園
- 第二ひかり幼稚園

### さくら市
- きつれ川幼稚園
- うじいえ幼稚園

### 那須烏山市
- 烏山みどり幼稚園
- 烏山聖マリア幼稚園

### 下野市
- 薬師寺幼稚園
- 第二薬師寺幼稚園
- 石橋幼稚園
- 野ばら幼稚園
- 愛泉幼稚園
- 第二愛泉幼稚園
- むつみ愛泉幼稚園

### 河内郡
- ゆたか幼稚園
- 岡本幼稚園
- 釜井台幼稚園
- しらさぎ幼稚園
- やしお幼稚園
- 上河内幼稚園

### 芳賀郡
- せんだん幼稚園
- にのみや幼稚園
- たから幼稚園
- 七井幼稚園
- のぶ幼稚園
- 茂木愛泉幼稚園
- 市貝たいよう幼稚園

### 下都賀郡
- おもちゃのまち幼稚園
- 国谷幼稚園
- たちばな幼稚園
- 月かげ幼稚園
- やすづか幼稚園
- 岩舟幼稚園
- しずわでら幼稚園
- 野木幼稚園
- 法得幼稚園

### 塩谷郡
- 高根沢第二幼稚園
- 親和幼稚園

### 那須郡
- 那須幼稚園
- 那須みふじ幼稚園